# Рикардос, Антонио
Антонио Рикардос-и-Каррильо де Альборнос (исп. Antonio Ricardos y Carrillo de Albornoz; 1727, Барбастро — 13 марта 1794, Мадрид) — испанский военачальник, главнокомандующий испанской армией в ходе Войны первой коалиции. Ещё подростком Рикардос стал офицером испанской армии, и принимал участие в нескольких войнах. Человек эпохи Просвещения, он много сделал для усовершенствования армии. Вторгнувшись в 1793 году в Руссильон, он одержал целый ряд побед над французскими генералами, но после его смерти в начале 1794 года, чаша весов качнулась в сторону Франции, которая выиграла у Испании эту войну.

## Начало пути
Антонио Рикардос родился в 1727 году в городе Барбастро, в Арагоне, в том же доме, что и драматург и поэт Луперсио Леонардо де Архенсола. Ещё будучи подростком, он присоединился к Мальтийскому кавалерийскому полку, в котором служил его отец. Будучи дворянином по рождению, он служил капитаном, а в 16 лет даже недолгое время командовал полком вместо своего отца. Во время Войны за австрийское наследство он участвовал в битве при Пьяченце 16 июня 1746 года, и в бою на реке Тидоне 10 августа того же года.

## Просвещенный реформатор
Почти двадцать лет спустя Рикардос участвовал в испанско-португальском конфликте, известном как Фантастическая война (1761—1763), которая была частью Семилетней войны. После этого он начал серьёзно изучать военную организацию королевства Пруссия, на тот момент считавшуюся передовой. Король Испании Карл III отправил его в Новую Испанию с миссией по реорганизации местных войск. В 1768 году Рикардос был членом комиссии по демаркации границы между Испанией и Францией. Рикардос был человеком эпохи Просвещения, он принимал и поддерживал новые тенденции своего времени. Генерал был одним из основателей Королевского экономического общества в Мадриде. Получив звание генерал-лейтенанта, и должность инспектора кавалерии, он основал Военное училище в Оканье, где преподавал современные методы войны.
Будучи просвещенным реформатором, Рикардос был противником консерваторов, и в особенности испанской инквизиции, которая просуществовала до 1834 года. С немалым трудом Рикардосу удалось избежать проблем со стороны инквизиции, однако противники заставили его покинуть Оканью, и занять менее значительную должность в Гипускоа на севере страны.

## Война с Францией
Когда французский король Людовик XVI и королева Мария Антуанетта были казнены революционерами, Испания приняла решение вступить в антифранцузскую коалицию, позднее получившую название Первой (всего, вплоть до 1814 года, их будет шесть). Король Испании Карл IV произвёл Рикардоса в генерал-капитаны, и отправил его командовать армией в Каталонии.
17 апреля 1793 года Рикардос вторгся во Францию с 4500 солдатами, захватив Сен-Лоран-де-Сердан. Затем он разгромил 1800 французов в Сере 20-го апреля, изолировав таким образом внушительный
форт Бельгард на перевале Ле-Пертюс. Затем Рикардос с войсками двинулся дальше, и 19 мая того же года разгромил французскую армию Восточных Пиренеев генерала Луи-Шарля де Флера в битве при Мас-Дё, после чего вернулся, чтобы осадить форт Бельгард. Осада Бельгарда закончилась 24 июня капитуляцией французского гарнизона. После этого Рикардос снова столкнулся с де Флером в битве при Перпиньяне (17 июля). На этот раз Рикардос потерпел поражение, но и французы потеряли убитыми и ранеными около 800 человек.
28 августа французский генерал Люк Симеон Огюст Дагобер разгромил испанского генерала Мануэля Лапенью при Пучсерде в центральных Пиренеях. Рикардос тем временем продолжил наступательные действия, и в начале сентября попытался изолировать и захватить Перпиньян, развернув две дивизии к западу от города, и подвергнув его артиллерийскому обстрелу.
Однако подчиненным Рикардоса, действовавшим обособленно от главных сил армии, не хватало его тактического мастерства. 17 сентября французские войска генерала Эсташа Шарля д’Аоста разбили двух испанских генералов, подчинённых Рикардоса, в битве при Пересторте. Эта неудача дорого обошлась испанцам, наступление которых захлебнулось. Однако, Рикардос быстро собрал главные силы армии и во главе их столкнулся с победившими французами. Он нанес поражение генералу Дагоберу в битве при Труйасе 22 сентября. В этом крупном бою испанцы потеряли 2 000 человек, при численности армии в 17 000, в то время как потери французов составили 4 500 из 22 000 человек. После своей победы Рикардос отступил, чтобы защитить долину реки Тек. Он отразил наступление генерала д’Аоста в бою при Ле-Булу 3 октября, где французы потеряли 1 200 человек, в четыре раза больше, чем испанцы. Затем Рикардос одержал победу над генералом Луи Мари Тюрро в битве на реке Тек в середине октября.
Возглавляя смешанную армию из 3000 испанцев и 5000 португальцев, Рикардос снова победил Д’Аоста 7 декабря в Вильлонг-де-Монт в предгорьях Пиренеев.
Это была его последняя победа. Две недели спустя его подчиненный Грегорио Гарсия де ла Куэста разгромил французских защитников Коллиура, захватив этот порт. Рикардос вернулся в Мадрид, чтобы просить подкреплений для развития успеха, и умер там от пневмонии 13 марта 1794 года.
Его преемник, Александр О’Рейли, умер 23 марта 1794 года, и следующим командиром испанской армии стал Луис Фирмин де Карвахаль де ла Уньон. Де ла Уньон оказался не в силах помешать французам вернуть Бельгард и Колльюр в 1794 году и погиб в битве при Сьерра-Негра на испанской земле в ноябре того же года.
В начале 1795 года осада Росаса закончилась победой французов. Только генерал Куэста продолжал сражаться против французов более или менее успешно.
Весной 1795 года война была окончена Базельским миром.
В июле 1795 вдова Рикардоса получила от испанского короля титул графини Труйаса в честь побед своего покойного мужа.
Портрет Рикардоса кисти Франсиско Гойи хранится в музее Прадо.